# Dylijiwka (rejon kramatorski)
Dylijiwka (ukr. Диліївка) – wieś na Ukrainie, w obwodzie donieckim, w rejonie kramatorskim, w hromadzie Konstantynówka. W 2001 liczyła 402 mieszkańców.